# Забавы
Заба́вы (бел. Забавы) — деревня в составе Техтинского сельсовета Белыничского района Могилёвской области Республики Беларусь.

## Население
- 2010 год — 28 человек